# Morottijjee
Morottijjee eller Morottahjärvi är en sjö i Finland. Den ligger i kommunen Enare i landskapet Lappland, i den norra delen av landet, 1 000 km norr om huvudstaden Helsingfors. Morottahjärvi ligger 283,1 meter över havet. Arean är 37 hektar och strandlinjen är 2,96 kilometer lång. Sjön  ingår i Pasvik älvs huvudavrinningsområde. 